# Natação nos Jogos Pan-Americanos de 2023 - 200 m medley masculino
A competição de 200 m medley masculino da natação nos Jogos Pan-Americanos de 2023 foi disputada em 25 de outubro no Centro Acuático Estadio Nacional, em Santiago, no Chile. No total, competiram 27 atletas de 20 Comitês Olímpicos Nacionais (CON).

## Calendário
Horário local (UTC-4).
| Data          | Horário | Fase          |
| ------------- | ------- | ------------- |
| 25 de outubro | 09:44   | Eliminatórias |
| 25 de outubro | 16:46   | Final B       |
| 25 de outubro | 16:52   | Final A       |

## Medalhistas
| Ouro   | CAN Finlay Knox            |
| Prata  | USA Arsenio Bustos         |
| Bronze | BRA Leonardo Coelho Santos |

## Recordes
Antes desta competição, os recordes mundiais e dos Jogos Pan-Americanos da prova eram os seguintes:
| Tipo                             | Atleta                 | Tempo   | Local   | Data                |
| -------------------------------- | ---------------------- | ------- | ------- | ------------------- |
|                                  | USA Ryan Lochte        | 1m54s00 | Xangai  | 28 de julho de 2011 |
| Recorde dos Jogos Pan-Americanos | BRA Henrique Rodrigues | 1m57s06 | Toronto | 18 de julho de 2015 |

## Resultados

### Eliminatórias
Qualificação: Os oito mais rápidos (QA) qualificam-se para a final A e os próximos oito mais rápidos (QB) qualificam-se para a final B.
As eliminatórias foram realizadas em 25 de outubro.
| Pos. | Bateria | Raia | Atleta                  | Nacionalidade                       | Tempo   | Notas |
| ---- | ------- | ---- | ----------------------- | ----------------------------------- | ------- | ----- |
| 1    | 3       | 5    | Collyn Gagne            | CAN Canadá                          | 2:02.18 | QA    |
| 2    | 2       | 5    | Mason Laur              | USA Estados Unidos                  | 2:02.41 | QA    |
| 3    | 2       | 4    | Vinicius Lanza          | BRA Brasil                          | 2:02.44 | QA    |
| 4    | 4       | 4    | Finlay Knox             | CAN Canadá                          | 2:02.45 | QA    |
| 5    | 4       | 5    | Leonardo Coelho         | BRA Brasil                          | 2:02.63 | QA    |
| 6    | 3       | 4    | Arsenio Bustos          | USA Estados Unidos                  | 2:02.77 | QA    |
| 7    | 4       | 3    | Erick Gordillo          | EAI Equipe de Atletas Independentes | 2:02.93 | QA    |
| 8    | 2       | 6    | Joaquín González Piñero | ARG Argentina                       | 2:03.05 | QA    |
| 9    | 3       | 3    | Tomas Peribonio         | ECU Equador                         | 2:03.32 | QB    |
| 10   | 4       | 2    | Omar Pinzón             | COL Colômbia                        | 2:03.47 | QB    |
| 11   | 2       | 3    | Patrick Groters         | ARU Aruba                           | 2:03.76 | QB    |
| 12   | 3       | 6    | Héctor Ruvalcaba        | MEX México                          | 2:04.59 | QB    |
| 13   | 4       | 6    | José Ángel Martínez     | MEX México                          | 2:04.88 | QB    |
| 14   | 3       | 7    | Tyler Christianson      | PAN Panamá                          | 2:06.25 | QB    |
| 15   | 4       | 7    | Juan García             | COL Colômbia                        | 2:06.66 | QB    |
| 16   | 2       | 1    | Esteban Nuñez del Prado | BOL Bolívia                         | 2:07.39 | QB    |
| 17   | 3       | 1    | Maximillian Wilson      | ISV Ilhas Virgens Americanas        | 2:07.75 |       |
| 18   | 4       | 1    | Manuel Osorio           | CHI Chile                           | 2:08.50 |       |
| 19   | 4       | 8    | Winston Rodriguez       | VEN Venezuela                       | 2:08.82 |       |
| 20   | 3       | 2    | Matheo Mateos           | BAR Barbados                        | 2:09.61 |       |
| 21   | 2       | 8    | Vicente Villanueva      | CHI Chile                           | 2:10.00 |       |
| 22   | 3       | 8    | Sam Williamson          | BER Bermudas                        | 2:10.51 |       |
| 23   | 1       | 3    | Zackary Gresham         | GRN Granada                         | 2:12.50 |       |
| 24   | 1       | 5    | Emmanuel Gadson         | BAH Bahamas                         | 2:12.56 |       |
| 25   | 1       | 4    | José Manuel Campo       | ESA El Salvador                     | 2:21.87 |       |
| –    | 2       | 7    | Jarod Arroyo            | PUR Porto Rico                      | DNS     |       |
| –    | 2       | 2    | Roberto Bonilla         | EAI Equipe de Atletas Independentes | DNS     |       |

### Final B
A final B foi realizada em 25 de outubro.
| Pos. | Raia | Atleta                  | Nacionalidade | Tempo   | Notas |
| ---- | ---- | ----------------------- | ------------- | ------- | ----- |
| 9    | 4    | Tomas Peribonio         | ECU Equador   | 2:02.40 |       |
| 10   | 5    | Omar Pinzón             | COL Colômbia  | 2:03.36 |       |
| 11   | 6    | Hector Ruvalcaba        | MEX México    | 2:03.82 |       |
| 12   | 7    | Tyler Christianson      | PAN Panamá    | 2:04.32 |       |
| 13   | 1    | Juan García             | COL Colômbia  | 2:06.21 |       |
| 14   | 8    | Esteban Nuñez del Prado | BOL Bolívia   | 2:06.21 |       |
| 15   | 2    | José Ángel Martínez     | MEX México    | 2:06.48 |       |
| 16   | 3    | Patrick Groters         | ARU Aruba     | 2:06.69 |       |

### Final A
A final A foi realizada em 25 de outubro.
| Pos. | Raia | Atleta                  | Nacionalidade                       | Tempo   | Notas |
| ---- | ---- | ----------------------- | ----------------------------------- | ------- | ----- |
| 01 ! | 6    | Finlay Knox             | CAN Canadá                          | 1:58.74 |       |
| 02 ! | 7    | Arsenio Bustos          | USA Estados Unidos                  | 1:59.89 |       |
| 03 ! | 2    | Leonardo Coelho         | BRA Brasil                          | 2:00.58 |       |
| 4    | 3    | Collyn Gagne            | CAN Canadá                          | 2:00.79 |       |
| 5    | 1    | Erick Gordillo          | EAI Equipe de Atletas Independentes | 2:01.57 |       |
| 6    | 3    | Vinicius Lanza          | BRA Brasil                          | 2:01.63 |       |
| 7    | 5    | Mason Laur              | USA Estados Unidos                  | 2:02.22 |       |
| 8    | 2    | Joaquín González Piñero | ARG Argentina                       | 2:03.63 |       |

Legenda
| Recorde mundial                  | Recorde mundial (World record)               |                       | Recorde africano                      | Recorde africano (African) |                                           | Q | Classificado por posição (Qualified) |
| Recorde dos Jogos Pan-Americanos | Recorde pan-americano (Pan-American record)  | Recorde da América    | Recorde da América (Americas)         | q                          | Classificado por melhor tempo (Qualified) |   |                                      |
| Melhor marca do ano              | Melhor marca do ano (World leading)          | Recorde asiático      | Recorde asiático (Asian)              | DNS                        | Não largou (Did not start)                |   |                                      |
| Recorde nacional                 | Recorde nacional (National record)           | Recorde europeu       | Recorde europeu (European)            | DNF                        | Não terminou (Did not finish)             |   |                                      |
| Recorde pessoal                  | Recorde pessoal do atleta (Personal best)    | Recorde da Oceania    | Recorde da Oceania (Oceania)          | DSQ / DQ                   | Desclassificado (Disqualified)            |   |                                      |
| Recorde da temporada             | Recorde da temporada do atleta (Season best) | Recorde sul-americano | Recorde sul-americano (South America) | NM                         | Sem marca (No mark)                       |   |                                      |